# Hugo Hodrus
Hugo Hodrus (* 26. Dezember 1875 in Dietenheim; † 16. Juni 1925 in Riedlingen) war ein deutscher Verwaltungsjurist.

## Leben
Hodrus war Sohn eines Apothekers. Nach dem Besuch des Gymnasiums in Ellwangen und Mergentheim, wo er 1894 die Reifeprüfung bestand, nahm er das Studium der Rechts- und Staatswissenschaften an der Universität Tübingen auf, das er später in Berlin fortsetzte. 1902 bestand er die erste, 1903 die zweite höhere Verwaltungsdienstprüfung. 1903 wurde er zum Dr. jur. promoviert. Seine erste Dienststellung trat Hodrus 1903 als stellvertretender Amtmann beim Oberamt Ulm an. 1910 wurde er Amtmann beim Oberamt Leutkirch, 1919 Amtmann beim Oberamt Ulm. Im September und Oktober 1919 war er Oberamtsverweser des Oberamts Blaubeuren, 1919/20 Oberamtsverweser des Oberamts Backnang, 1920/21 Oberamtsverweser und ab 1921 Oberamtmann des Oberamts Riedlingen.